# Manfred Baumann (Fotograf)

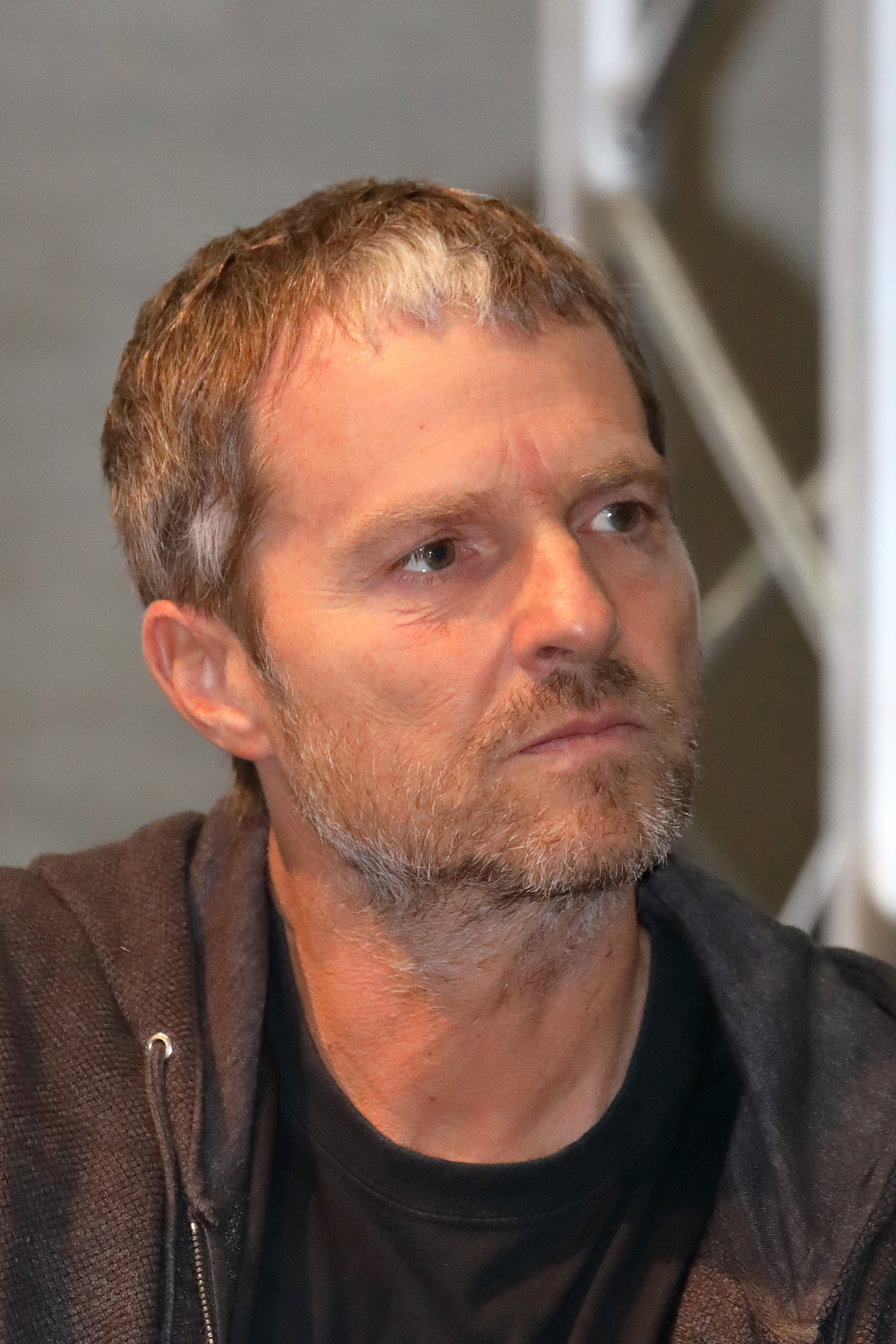
Manfred Baumann (2018)

Manfred Baumann (* 1. März 1968 in Wien) ist ein österreichischer Fotograf. Er befasst sich hauptsächlich mit Porträtfotografie, Landschaftsaufnahmen und Modelfotografie.

## Leben
Baumann wuchs im 13. Wiener Gemeindebezirk Hietzing auf, wo er auch zur Schule ging. Nach dem Hauptschulabschluss begann er mit 16 Jahren eine Lehre in dem Wiener Handelsunternehmen Julius Meinl und war dort auch ein Jahr lang Filialleiter. 1995 zog er nach Kanada, um dort als Fotograf zu arbeiten. Nach zwei Jahren musste er wieder nach Wien zurückkehren, wo er weiter als selbständiger Fotograf arbeitete. Seinen Großvater, der selbst als Fotograf tätig war, bezeichnet er bis heute als eine seiner größten Inspirationsquellen. Er war es auch, der sein Talent unterstützte, indem er ihm seine erste Kamera, eine Praktica, zum Geschenk machte.
2002 begann Baumann, bekannte Persönlichkeiten zu fotografieren. Im Jahre 2005 gelang ihm durch die Hilfe eines Freundes ein Shooting mit Roger Moore zu vereinbaren. Danach folgten Shootings unter anderem mit Oliva Newton John, Toni Garrn, Kirk Douglas, Paul Anka, Tony Curtis, David Hasselhoff, John Malkovich, William Shatner, Don Johnson, Jack Black und Bruce Willis.
2013 startete die Zusammenarbeit mit National Geographic Society, 2016 die Kooperation mit Leica. Im Herbst 2017 stellte Baumann erstmals in einem Museum aus, seine Ausstellung zu Mustangs wurde im Naturhistorischen Museum Wien gezeigt.
2014 setzte er für die internationale Tierschutzorganisation Vier Pfoten im Rahmen der Kampagne Mehr Menschlichkeit für Tiere deutschsprachige Prominente, wie etwa Michael Mittermeier, Jeanette Biedermann und Roberto Blanco in Szene. Seit 2016 unterrichtet er auch weltweit in der Leica Akademie.
2017/2018 machte er international neben Robert Lewandowski Werbung für ein Smartphone-Unternehmen. 2018/2019 präsentierte er seine Ausstellung „Vienna“ im Wiener Grand Hotel, im Februar 2019 fand seine erste Ausstellung in Australien statt.
Seit 2020 hat er eine Dauerausstellung „Lipizzaner“ in der spanischen Hofreitschule.
2022 war er der Stargast und Redner bei der größten Adobe MAX Conference in Los Angeles.
2023 war Baumann Redner auf der LSI/Leica-Konferenz in New York. Zudem widmete sich Baumann dem Thema Brustkrebs und präsentierte die Ausstellung „REBIRTH“ in der Publicarts Gallery Wien.
Im Sommer 2024 wurde Manfred Baumanns Ausstellung Reflections of Life erstmals in der Leica Gallery Boston präsentiert. 2025 wird die Ausstellung in der Leica Gallery Washington, D.C. fortgesetzt.
Ebenfalls 2025 eröffnet Baumann im Grand Hotel Wien die Ausstellung JANE, die Jane Goodall und ihrem Lebenswerk gewidmet ist.
Anlässlich des 100-jährigen Jubiläums von Leica wurde im Frühjahr 2025 eines seiner Porträts von Jane Goodall auf der „Wall of Leica“ in New York gezeigt.
Manfred Baumann ist verheiratet und hat einen Sohn aus einer früheren Beziehung. Er lebt und arbeitet in Österreich und in den USA. Er unterstützt unterschiedliche Tierschutzorganisationen. Baumann ist mit seiner Ehefrau Nelly Baumann Ehrenbotschafter von Jane Goodall.

## Ausstellungen und Schaffen
Manfred Baumanns Fotografien werden in verschiedensten Fotofachmagazinen wie dem Fotomagazin, Photographie, Chip Magazin oder dem Digital Photographer Magazine publiziert.
Seine Fotos werden außerdem regelmäßig in Publikumszeitschriften wie dem Forbes Magazin, People Magazine, Vogue fr, Vogue US, Vouge germany, GQ, Max, Vabity Fair, InStyle, Maxim, NatGeo, L.A.Palme, Malibu, Esquire, Playboy, Penthouse, Stern, Spiegel, ParisPhoto, Maxima, Wiener, Leica International Fotomagazin, Photo+, Cinema, Moving Picture, Playboy US, Playboy fr, Playboy germany, Playboy, Professionell Photography, Profifoto, Fotohits, Cafe, Alles Roger, Perfect10, Interview, Stern, Elle, Neon, weekend, Bazaar ,W, Max US, Paper, Glamour, Madonna, Deep, Wallpaper, Backstage, Viewties, Playboy, FHM, GQ und dem Stern veröffentlicht.
Manfred Baumanns Werke wurden bereits in internationalen Ausstellungen präsentiert:
- 1995: Ausstellung „Nude“ in Toronto, Kanada
- 2004: Ausstellung „Celebrities“ in Wien, Salzburg, München
- 2005: Ausstellung „Celebrities, Travel and Nudes“
- 2007: Ausstellung „America“ in Wien
- 2008: Ausstellung „Celebrities – Buch“ in München
- 2009: Ausstellung „Visions“ in Wien, Graz, München, Los Angeles
- 2010: Ausstellung in Frankfurt – Leica Galerie Frankfurt[26]
- 2010: Ausstellung in London – The Air Gallery[27]
- 2012: Stargast der Photokina in Köln (Live-Fotoshootings, Workshops und 130 lfm-Ausstellung)[28]
- 2013: Ausstellung „Alive“ in Wien
- 2014: Ausstellung „Click!“ in Hamburg[29]
- 2015: Ausstellung “L.A.Stories” in Schladming
- 2017: Ausstellung Barcelona Saatchi Gallery[30]
- 2017: Ausstellung Leica Gallery Wien: „The Collection“[31]
- 2017: Ausstellung „Mustang“ Naturhistorisches Museum Wien[32]
- 2018: Ausstellung Leica Galerie Salzburg „my world of photography“[33]
- 2018: Ausstellung „The Collection“, Photobastei Zürich[34][35]
- 2018: Ausstellung Leica Galerie Los Angeles „MUSTANGS“[36]
- 2018: Ausstellung VIENNA im Wiener Grand Hotel[37]
- 2019: Ausstellung „The Collection“ in Sydney – Leica Gallery
- 2019: Ausstellung „The Collection“ in Melbourne – Leica Gallery[38]
- 2019: Ausstellung „Hoch leben die Wälder“ in Hinterzarten[39]
- 2020: Ausstellung „Lipizzaner“ in der spanischen Hofreitschule[40]
- 2021: Ausstellung „Face to Face“ ViENNABallhaus[41]
- 2022: Ausstellung „A Photographer’s Life[42]“ Leica Gallery Frankfurt
- 2022: Ausstellung „LIFE“ Leica Prag
- 2023: Ausstellung „Rebirth“ City Gallery Vienna[43]
- 2023: Ausstellung „Face to Face“ Leica München[44]
- 2024: Ausstellung "Reflections of Life" Leica Boston[45][46]
- 2025: Ausstellung "Reflections of Life" Leica Washington DC[47]
- 2025: Ausstellung "JANE" Wiener Grand Hotel[48]
- 2025: Sammelausstellung – Leica feiert 100 Jahre mit einer Wandschau am Gansevoort Square in New York[49]
- 2025: Ausstellung "Face to Face" Niederzier in Deutschland - Andreas Haus[50]

## Bücher und Kalender
- Just Naked!. Heel Verlag, Frankfurt am Main 2002, ISBN 3-89365-970-6.
- Fine nude art. Media Service Stuttgart, Amstetten 2005, ISBN 3-902211-30-X.
- Celebrities. Novum Verlag, Neckenmarkt 2008, ISBN 3-85022-580-1.
- Top 20 Girls 2008. Mohn Kalender, ISBN 3-8318-1288-8.
- Erotic Vision. Edition Skylight, Oetwil am See 2009, ISBN 3-03766-596-3.
- Manfred Baumann – PHOTOGRAPHIE, Selbstverlag, Wien 2010, ISBN 978-3-200-01840-2.
- Manfred Baumann Calendar 2011, ISBN 978-3-200-01958-4.
- Sexy Camera Work. Edition Skylight, Oetwil am See 2012, ISBN 978-3-03766-633-3.
- Manfred Baumann Calendar 2012, ISBN 978-3-200-02329-1.
- Manfred Baumann Calendar 2013, ISBN 978-3-99018-140-9.
- LIVE. Bucher Verlag, Hohenems 2013, ISBN 978-3-99018-186-7.
- Alte Welt, neue Welt. National Geographic, Hamburg 2013, ISBN 978-3-86690-365-4.
- L.A.Stories. echomedia, Wien 2014, ISBN 978-3-902900-65-4.
- End of Line: The last journey of death row inmates to execution. Novum Verlag, Neckenmarkt 2015, ISBN 3-99048-508-3.
- my world of photography 1991–2016. Novum Verlag, Neckenmarkt 2016, ISBN 3-99048-638-1.
- Mustangs. novum pro Verlag, Neckenmarkt 2017, ISBN 978-3-99064-073-9.
- Vienna. Edition Roesner, Krems an der Donau 2018, ISBN 978-3-903059-75-7.
- Face to Face - Hatje Cantz Verlag, ISBN 978-3-7757-5085-1
- VENUS - the Art of Beauty - Novum Verlag ISBN 978-3-99146-407-5[51]